# Sempere (Valencia)
Sempere ist eine spanische Gemeinde (Municipio) mit 29 Einwohnern (Stand: 2024) in der Valencianischen Gemeinschaft, in der Comarca Vall d’Albaida.

## Lage
Sempere liegt in einer Höhe von ca. 250 m. Der Río Albaida, der hier zum Stausee Embassement de Bellús aufgestaut wird, durchquert die Gemeinde. Die Provinzhauptstadt Valencia liegt etwa 65 Kilometer in nordnordöstlicher Richtung.

## Geschichte
| Jahr      | 1900 | 1930 | 1950 | 1960 | 1970 | 1981 | 1991 | 2001 | 2011 | 2021 |
| --------- | ---- | ---- | ---- | ---- | ---- | ---- | ---- | ---- | ---- | ---- |
| Einwohner | 200  | 166  | 146  | 119  | 85   | 55   | 46   | 37   | 48   | 26   |

## Kultur und Sehenswürdigkeiten
- Peterskirche (Església de Sant Pere)

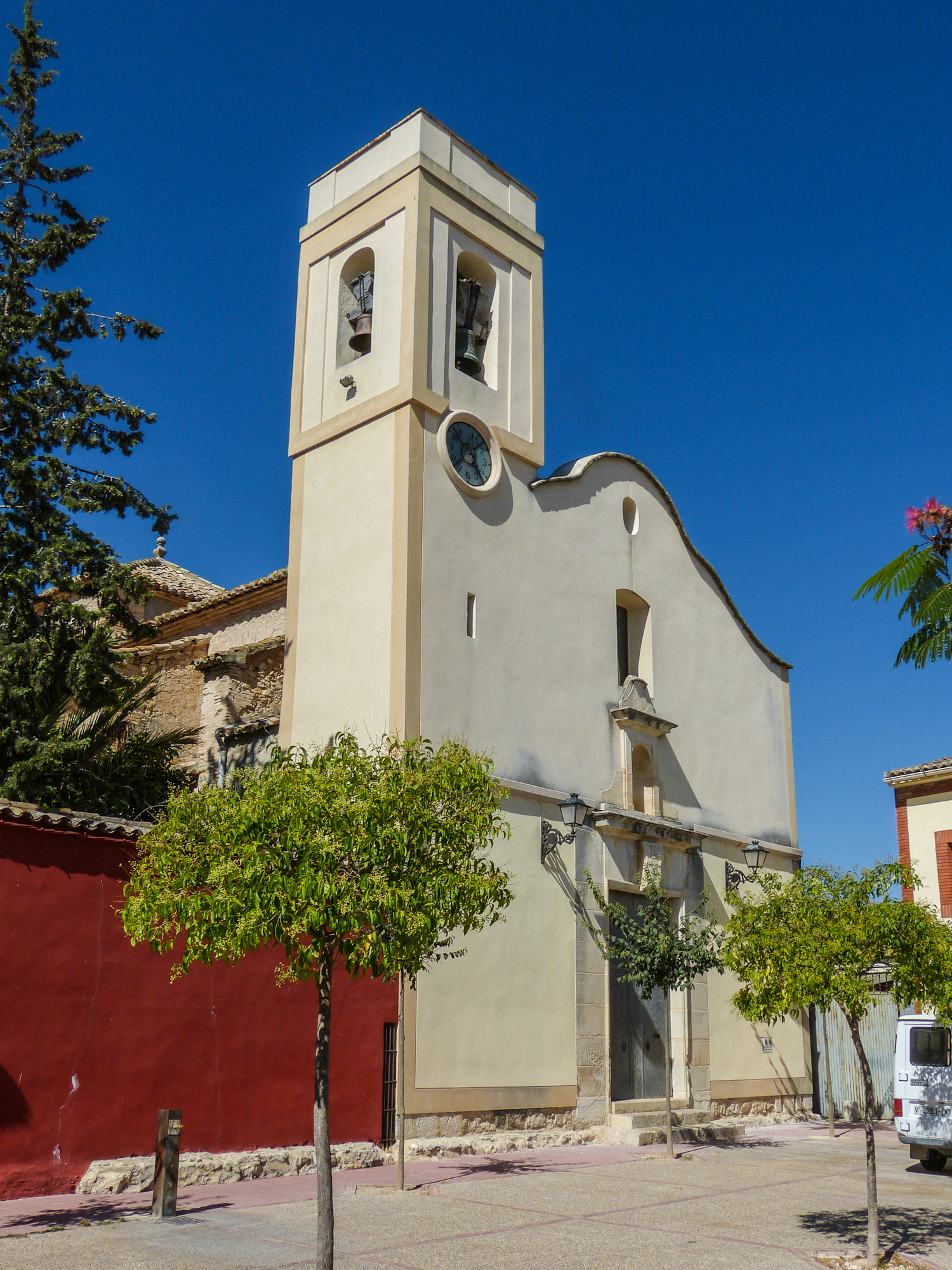
Peterskirche
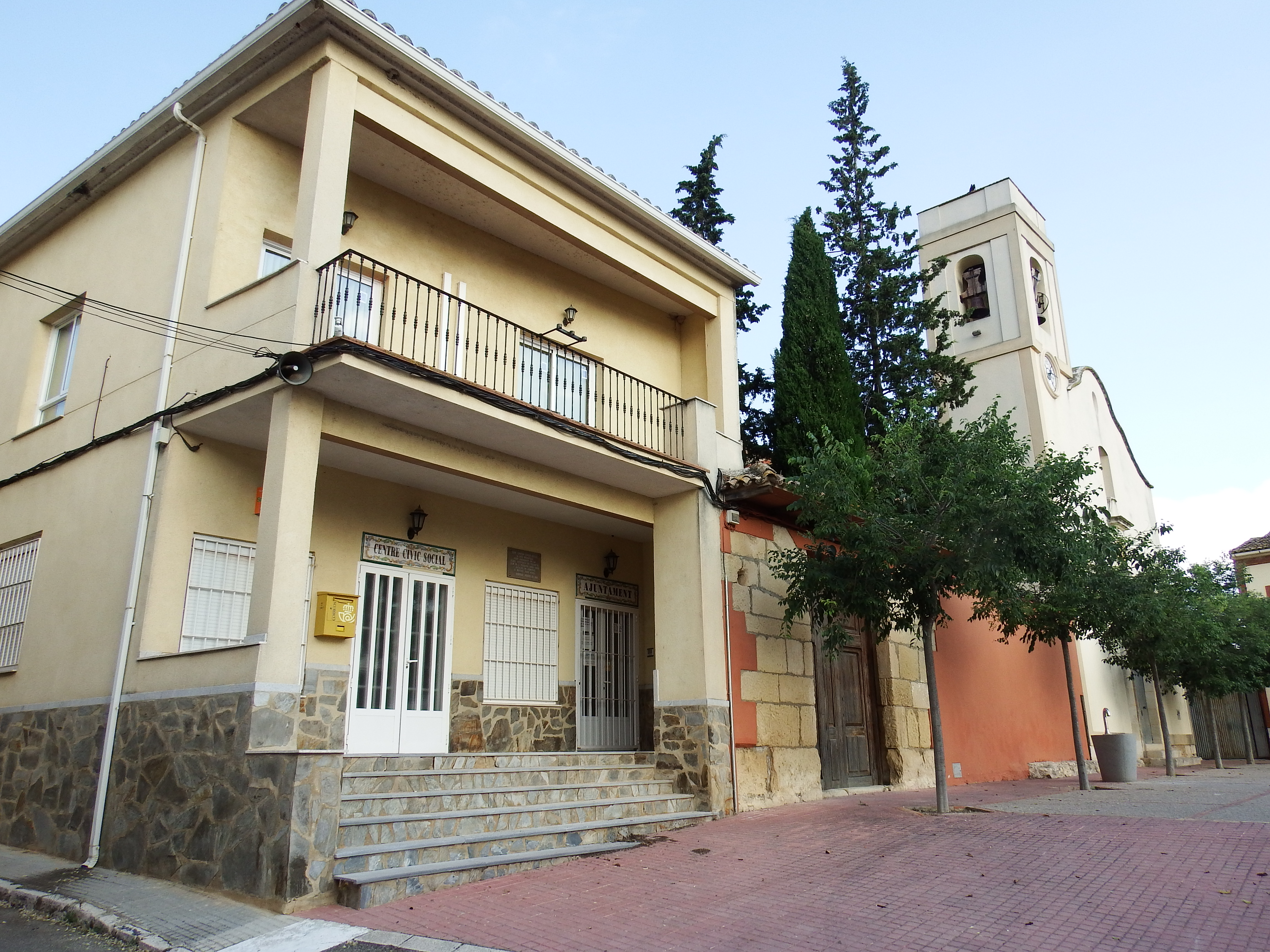
Rathaus